# 김태훈 (1975년생 배우)
김태훈(1975년 5월 26일 ~ )은 대한민국의 배우이다.

## 학력
- 서울반포초등학교
- 반포중학교
- 경문고등학교
- 한양대학교 연극영화학과 졸업

## 이력
연기자 김태우의 친동생이며 한양대학교 연극영화학과를 졸업하였다. 광고 연출을 하기 위해 입학했으나 1997년 극단 한양레퍼토리의 단원으로 활동하면서 연기를 시작하여, 뮤지컬, 연극, 드라마, 영화 등 수많은 작품에 출연하였다. 2006년에 첫 주연영화인 달려라 장미의 강남대 역으로 데뷔하였다. 2009년 제7회 아시아나 국제단편영화제에서 영화《관객과의 대화》로 '단편의 얼굴상'을 수상했다.

## 출연작

### 드라마
- 2006년 KBS 《굿바이 솔로》 - 신식 역
- 2006년 KBS 드라마 시티《기억이 잠든 사이》 - 상욱 역
- 2007년 채널CGV 《색시몽》 - 윤재이 역
- 2007년 채널CGV 《정조암살미스터리 8일》 - 김한주 역
- 2010년 KBS 《근초고왕》 - 부여산 역
- 2011년 MBC 《당신 참 예쁘다》 - 박치영 역
- 2012년 KBS2 《KBS 드라마 스페셜 - 리메모리》 - 강지훈 역
- 2012년 TV조선 《프로포즈 대작전》 - 강진우 역
- 2012년 KBS2 《세상 어디에도 없는 착한남자》 - 안민영 역
- 2013년 KBS 《일말의 순정》 - 정우성 역
- 2013년 MBC 《소년, 소녀를 다시 만나다》 - 형구 역
- 2014년 SBS 《비밀의 문》 - 강필재 역
- 2014년 OCN 《나쁜 녀석들》 - 오재원 역 (본작의 진 최종 보스)
- 2015년 MBC 《앵그리맘》 - 도정우 역
- 2015년 JTBC 《사랑하는 은동아》 - 최재호 역
- 2015년 tvN 《신분을 숨겨라》 - 민태인 역
- 2015년 tvN 《응답하라 1988》 - 최현성 역
- 2016년 MBC 《한 번 더 해피엔딩》 - 김건학 역
- 2016년 JTBC 《판타스틱》 - 홍준기 역
- 2017년 MBC 《파수꾼》 - 김은중 역
- 2018년 tvN 《라이브》 - 염상준 역 (특별출연)
- 2018년 MBC 《손 꼭 잡고, 지는 석양을 바라보자》 - 장석준 역
- 2019년 SBS 《시크릿 부티크》 - 위정혁 역
- 2019년 Netflix 《킹덤》 - 이강윤 / 훈련대장 역
- 2020년 tvN 《드라마 스테이지 - 통화권 이탈》 - 김동훈 역
- 2020년 tvN  《외출》 - 이우철 역
- 2020년 tvN 《(아는 건 별로 없지만) 가족입니다》 - 윤태형 역
- 2020년 tvN 《청춘기록》 - 윤태호 역
- 2021년 tvN 《나빌레라》 - 기승주 역
- 2022년 Disney+ 《형사록》 - 우현석 역
- 2023년 Netflix 《퀸메이커》 - 마중석 역
- 2023년 Disney+ 《레이스》 - 안은석 역
- 2023년 tvN 《이로운 사기》 - 제이 / 회장 역
- 2023년 Disney+ 《형사록 2》 - 우현석 역
- 2023년 MBC 《연인》 - 최명길 역
- 2023년 SBS 《마이데몬》 - 노석민 역
- 2024년 tvN 《정년이》 - 박종국 역
- 2025년 U+모바일tv 《선의의 경쟁》 - 유태준 역
- 2025년 tvN 《서초동》 - 김명호 역 (특별출연)

### 영화
- 2002년 《사귀는 사람 있니》 - 태훈 역
- 2005년 《미스터 주부퀴즈왕》 - 천 AD 역
- 2006년 《달려라 장미》 - 강남대 역
- 2008년 《물의 기원》 - 김중배 역
- 2009년 《관객과의 대화》
- 2009년 《6시간》 - 택시기사 선우 역
- 2009년 《약탈자들》 - 상태 역
- 2010년 《평행이론》 - 정민수 역 (우정출연)
- 2010년 《아저씨》 - 김치곤 역
- 2011년 《환상극장》 - 김 감독 역
- 2011년 《조선명탐정: 각시투구꽃의 비밀》 - 임거선 역 (우정출연)
- 2011년 《시선 너머》 - 인권 역
- 2011년 《사랑이 무서워》 - 박 PD 역
- 2012년 《점쟁이들》 - 청년/악령 역 (특별출연)
- 2012년 《모르는 사람》 - 까칠남 역
- 2013년 《남쪽으로 튀어》 - 민주의 담임선생님 역
- 2013년 《설인》 - 연수 역
- 2013년 《분노의 윤리학》 - 한현수 역
- 2014년 《명량》 - 김중걸 역 (첫 천만영화)
- 2014년 《경주》 - 이영민 역
- 2015년 《서부전선》 - 조 장군 역
- 2015년 《도리화가》 - 오 진사 역
- 2016년 《설행 눈길을 걷다》 - 정우 역
- 2016년 《트릭》 - 김도준 역
- 2016년 《춘몽》 - 민아 역 (특별출연)
- 2017년 《유리정원》 - 지훈 역
- 2018년 《레슬러》 - 승혁 역
- 2018년 《더 펜션》 - 남자 역
- 2019년 《말모이》 - 박훈 역
- 2020년 《69세》 - 남현수 역
- 2020년 《삼진그룹 영어토익반》 - 검사 역 (특별출연)
- 2020년 《내가 죽던 날》 - 현수의 남편 역 (특별출연)
- 2021년 《미션 파서블》 - 신기루 역
- 2021년 《좋은 사람》 - 경석 역
- 2022년 《우수》 - 후배 역
- 2023년 《드림팰리스》 - 용민 역
- 2023년 《괴담만찬》

### 예능
- KBS 《해피투게더》 305회 - 이재룡, 도지원, 전미선, 이훈, 김태훈 편(2013년 6월 27일 방송)

## 수상 경력
- 2009년 제7회 아시아나 국제단편영화제 ASIFF 2009 《단편의 얼굴상》

## 경력

### 아시아나 국제단편영화제(AISFF)
- 2010년 제8회 《AISFF》 특별심사위원[2]
- 2011년 제9회 《AISFF》 폐막식 사회자[3]
- 2012년 제10회 《AISFF》 폐막식 사회자[4]

### 인디포럼
- 2009년 《인디포럼2009》 약탈자들(2009)[7]
- 2011년 《인디포럼2011》[8]